# Caudron C.39
Dimensions
Le Caudron C.39 est un biplan trimoteur français lancé en 1920. Il possédait une cabine pour six passagers lorsqu'il était équipé comme avion terrestre, ou pour quatre passagers lorsqu'il était sur flotteurs. Il a participé avec un certain succès à des compétitions en 1920 et 1921.

## Conception et développement
Entre 1919 et 1922, Caudron a construit une série de biplans de transport civil à plusieurs moteurs sur le même modèle, mais de taille et de puissance croissante, les C.33, C.37, C.39, C.43 et C.61. Le C.39 et le C.43 avaient le même fuselage, avec respectivement trois et 5 moteurs.
Le C.39 était un biplan aux ailes rectangulaires entoilées et non-décalées verticalement. Les ailes inférieures présentaient un léger dièdre à l'extérieur des moteurs ; elles étaient plus courtes que celles du haut, qui supportaient les ailerons, équilibrés par des extensions dépassant à l'extrémité des ailes. Les ailes étaient reliées par plusieurs paires de montants verticaux, ceux de l'avant étant fixés presque au bord d'attaque ; la section centrale reposait sur des montants plus petits fixés au-dessus du fuselage. Deux paires de montants légèrement convergents supportaient les moteurs Clerget 9B (en) 9-cylindres de 130 ch, à peu près à mi-hauteur entre les ailes. Chaque moteur avait un long capot cylindrique ouvert à l'arrière,.

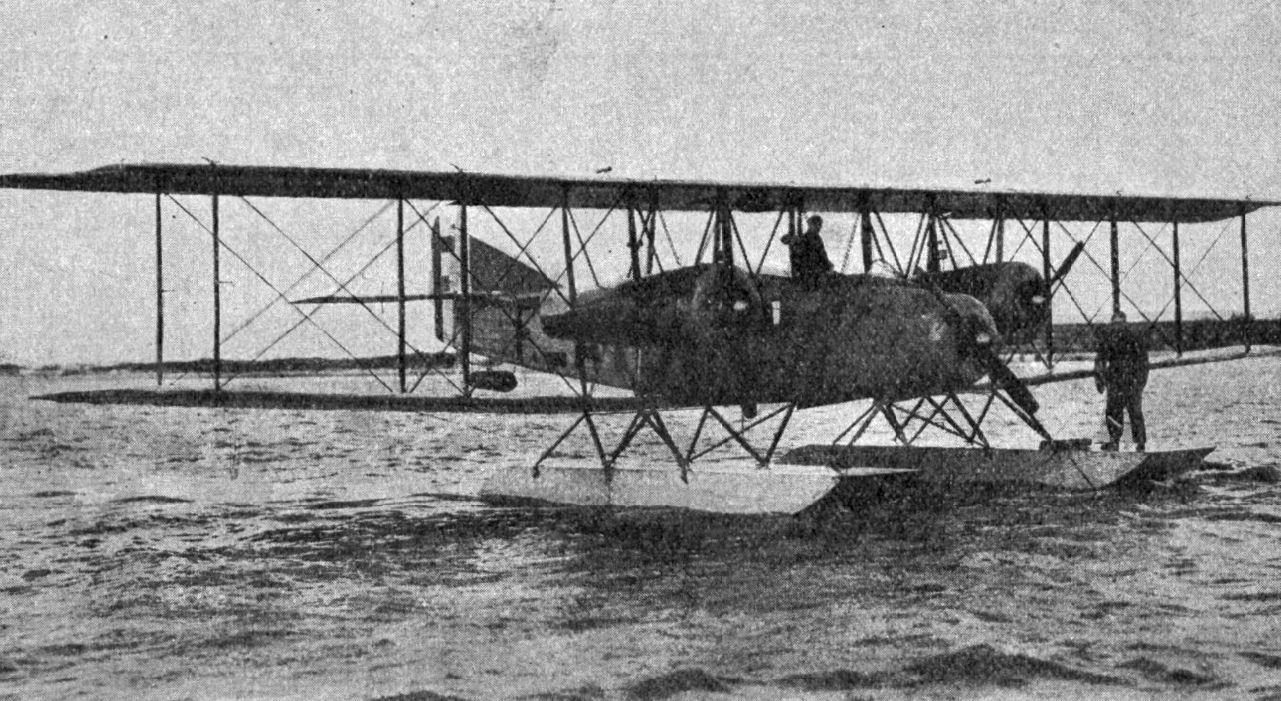
Le Caudron C.39 sur l'eau, photo publiée par L'Aérophile en décembre 1921.

Le troisième moteur, un autre Clerget 9B (en), se trouvait dans le nez ; derrière lui, le fuselage était de section rectangulaire. Le pilote et le mécanicien se trouvaient dans un cockpit ouvert, avec un pare-brise juste en dessous du bord d'attaque de l'aile supéreure. La cabine passagers faisait 2,40 m de long, 1,30 m de large et 1,45 m de haut. Elle était éclairée par six petits hublots de chaque côté et on y accédait par une porte latérale à droite. Derrière les ailes, le fuselage se rétrécissait progressivement jusqu'à une large dérive triangulaire qui supportait une gouverne verticale descendant jusqu'à la quille. Le plan horizontal entoilé était placé au-dessus du fuselage, avec une encoche pour le mouvement de la gouverne,.
Dans sa configuration avion terrestre, le C.39 avait un train d'atterrissage fixe. Les deux paires de roues principales se trouvaient sur un essieu placé sous le moteur, à l'extrémité de courts montants en V. Pour empêcher le capotage, une cinquième roue était placée sous le nez de l'avion. Ces roues pouvaient être remplacées par des flotteurs à quille plate, chacun fixé au fuselage par deux paires de montants en W inversé, une de chaque côté du flotteur, plus un montant en V fixé à la racine des ailes. Bien qu'en configuration hydravion le C.39 se trouve bien au-dessus de l'eau, son empennage était équipé d'un petit flotteur cylindrique pour le protéger au décollage. Dans les deux configurations, le train d'atterrissage faisait 5 m de large,.

## Histoire opérationnelle
La date du premier vol, en configuration terrestre, n'est pas connue précisément. Au printemps 1920, le C.39 volait déjà en configuration hydravion, puisqu'il a participé avec le C.37, le C.43, un autre avion français et trois avions italiens au Grand Prix de Monaco, une compétition d'hydravions organisée du 18 avril au 2 mai. Durant celle-ci, Auguste Maïcon a fait le trajet Monaco-Ajaccio et retour en 8 heures 10 minutes, mais comme les autres avions civils il a été éliminé.
Il a participé à la même compétition en avril de l'année suivante, avec plus de succès. Piloté à nouveau par A. Maïcon, il a remporté le premier prix sur le même trajet (492 km), à peu près dans le même temps qu'en 1920. Il a aussi remporté l'épreuve Monaco-Cannes-San Remo et retour, au cours de laquelle il a atteint une altitude de 2000 m en 45 minutes, avec une charge de  200 kg,. Sa tentative dans l'épreuve de vitesse a été interrompue par un début d'incendie. Son cockpit envahi de fumée, Maïcon a perdu le contrôle de l'avion, qui a amerri en catastrophe au large de Saint-Raphaël. Il n'y a pas eu de blessés, mais le C.39 a été sérieusement endommagé,.
En juin 1921, à nouveau en configuration terrestre, il a participé au Grand Prix de l'Aéro-Club de France. Maïcon et le mécanicien Courcy ont été forcés par un problème de moteur à atterrir près de Bordeaux. Une fois la réparation terminée, l'herbe trop haute les a empêchés de redécoller et ils ont dû abandonner, après ce que L'Aérophile a décrit comme un « magnifique début »,.

## Variantes
C.39Trimoteur d'origine.
C.43Variante équipée de cinq moteurs Le Rhône 9C (en) de 80 chevaux chacun, dont deux en propulsion ajoutés derrière les deux autres moteurs des ailes.